# Vlajka Ceuty

Ceutská vlajka
Poměr stran: 2:3

Ceutská národní vlajka
Poměr stran: 2:3

Vlajka Ceuty, španělského autonomního města na severu Afriky, je tvořena listem o poměru stran 2:3 se čtyřmi černými a čtyřmi bílými trojúhelníky, které jsou uložené od středu vlajky k jejím rohům, uprostřed vlajky je umístěný městský znak. Černobílá vlajka je identická s vlajkou Lisabonu,  připomíná tak dobytí města Portugalci v roce 1415. Znak v jejím středu je ve skutečnosti zase téměř identický se znakem, jenž je na portugalské vlajce. Zobrazuje sedm hradů a pět štítů.
Vlajka bez znaku se používá jako národní vlajka.

## Galerie

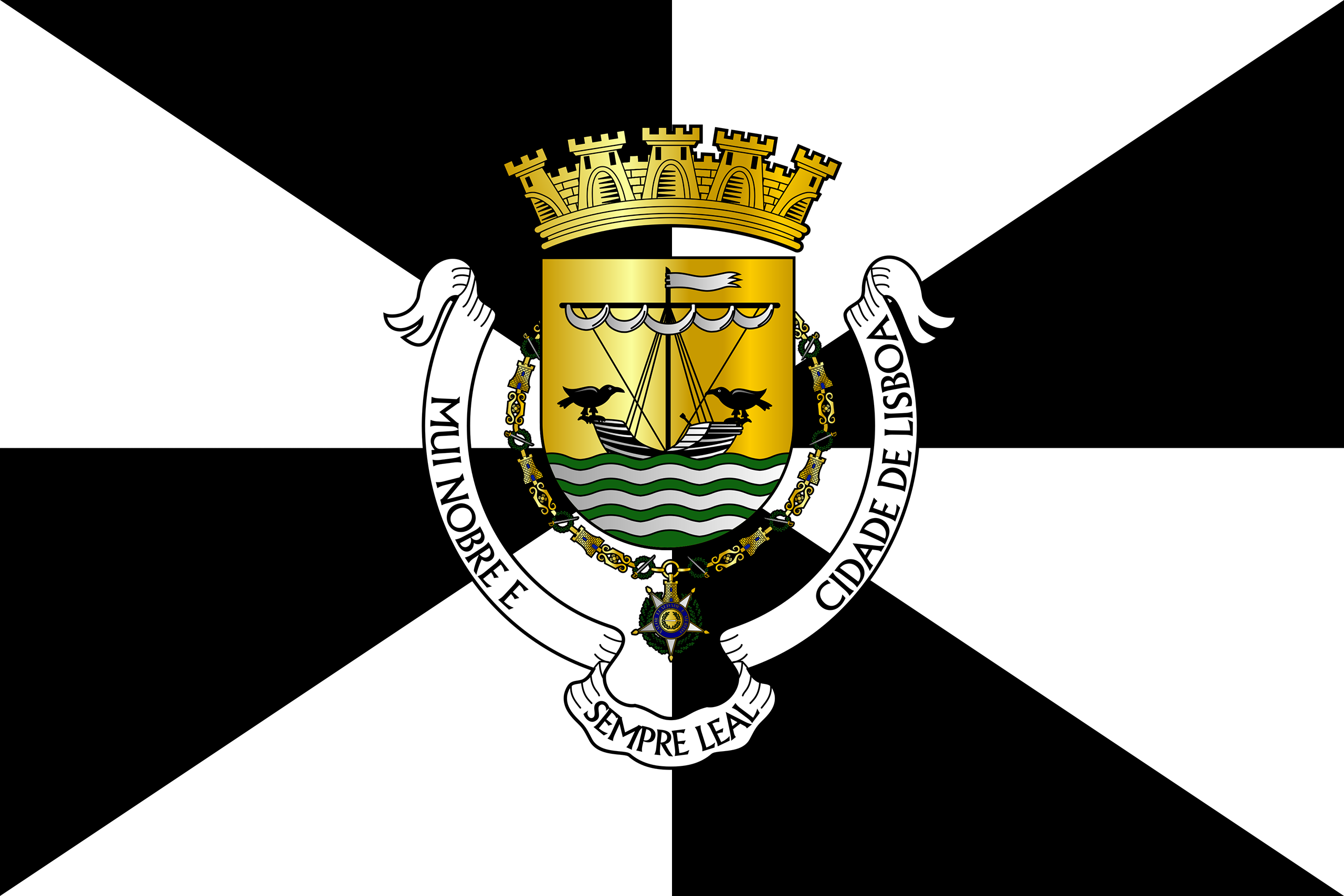
Lisabonská vlajka Poměr stran: 2:3
Portugalská vlajka Poměr stran: 2:3